# Fireflies (serie televisiva)
Fireflies è una serie televisiva australiana del 2004.

## Produzione e diffusione
La serie è prodotta da Southern Star, filiale australiana di Endemol. È composta da 22 episodi, ognuno dei quali ha una durata di circa 60 minuti.
Il telefilm è ideato e scritto da John O'Brien. L'opera audiovisiva è stata trasmessa in prima visione da ABC1, la rete televisiva ammiraglia dell'omonima azienda australiana. Visto il riscontro in termini di audience, la serie è stata diffusa anche in altri Paesi, tra cui la Repubblica d'Irlanda, dove la serie fu trasmessa da RTÉ One dal 1º settembre 2004.
La colonna sonora della serie e i temi musicali sono stati realizzati dal musicista australiano Paul Kelly, coadiuvato da Stephen Rae. La serie si è conclusa dopo una sola stagione a causa della non disponibilità di buona parte degli attori a reinterpretare i propri personaggi.

## Episodi
1. Fireflies: Part 1
2. Fireflies: Part 2
3. Sifting Through The Ashes
4. Hide And Seek
5. Best Laid Plans
6. Training Daze
7. Hazard Reduction
8. Ride With Style
9. Home Is Where The Heat Is
10. The Longest Day
11. While The Cat's Away
12. Home Time
13. Clouds Got In The Way
14. Keep Your Enemies Close
15. Fish Or Cut Bait
16. Between A Rock And A Rock
17. Kin Oath
18. Sons And Lovers
19. Closing In
20. Fighting Fire With Fire
21. Precious Things
22. When The Smoke Clears